# Yewwu-Yewwi
Yewwu-Yewwi o Yéwu Yéwi es una organización feminista senegalesa. Fundada en 1984 se considera la primera organización del movimiento feminista de Senegal. El nombre proviene de una frase wolof que significa "elevar la conciencia para la liberación".

## Historia
La asociación se fundó en 1984 en Dakar. Está considerada como la primera organización feminista de Senegal. Siete años antes, en 1977, se había fundado también en Dakar la Asociación de Mujeres Africanas para la Investigación y el Desarrollo, una asociación panafricana que tenía por objetivo aglutinar académicas y activistas de toda África que denunciaban las condiciones de vida de las mujeres africanas y promovían la igualdad entre mujeres y hombres. Marie-Angélique Savané fue una de las líderes de la AFARD y años más tarde una de las impulsoras de Yewwu-Yewwi.
Yewwu-Yewwi PLF (Pour la Libération de la Femme) se presentó públicamente en una reunión el 7 de enero de 1984 en la Cámara de Comercio de Dakar. Algunas de sus componentes habían militado en el partido izquierdista E-Jëf . Entre sus fundadoras está Marie-Angélique Savané, quien desempeñó un papel importante en el liderazgo de la organización. También estaba en el grupo la periodista Marie-Angélique Guéye, Cathy N'Dong.
Yewwu-Yewwi  se reconoció desde un principio como una asociación abiertamente feminista. Sus posiciones estaban reflejadas en periódico feminista de la asociación, Fippu. Entre las actividades estaban la sensibilización, la movilización, el cabildeo, la publicación y la recaudación de fondos. Colaboró con otras  de mujeres africanas. Otorgó un premio público, el premio Aline Sitoe Diatta, al presidente de Burkina Faso, Thomas Sankara, como forma de presionar al ejecutivo senegalés para que priorizar la atención a la situación de las mujeres.
Aunque nunca fue una organización popular con una base amplia, Yewwu-Yewwi logró influir en la reforma del código de derecho de familia a finales de la década de 1980. Su énfasis en la igualdad entre mujeres y hombres, la violencia contra las mujeres y la circuncisión femenina ayudó a establecer una agenda para las organizaciones de mujeres posteriores en Senegal